# Cascadia Code
Cascadia Code és una lletra tipogràfica monoespaiada TrueType desenvolupada específicament per a Windows Terminal, la nova interfície de línia d'ordres per a Microsoft Windows.
Inclou lligadures de programació i va ser dissenyat per millorar l'aspecte del terminal de Windows, les aplicacions de terminal i els editors de text com Visual Studio i Visual Studio Code. El tipus de lletra és de codi obert sota la Llicència SIL Open Font i està disponible a GitHub. S'inclou amb el terminal de Windows des de la versió 0.5.2762.0.
El codi Cascadia inclou glifs de dibuix de caixa.